# Giám đốc sản xuất
Giám đốc sản xuất hay còn gọi là giám đốc chế tác hay giám chế (tiếng Anh: executive producer; viết tắt là EP) cho phép việc thực hiện một sản phẩm giải trí thương mại. Họ có liên quan tới kế toán quản trị và có thể là những vấn đề pháp lý liên quan (như quyền tác giả hay tiền bản quyền). Giám đốc sản xuất cũng đóng góp vào ngân sách của bộ phim và không hoạt động trọn bộ.